# Liešťany
Liešťany (hongrois : Lestyén) est un village de Slovaquie situé dans la région de Trenčín.

## Histoire
La première mention écrite du village date de 1332.

## Démographie

### Évolution de la population
| Année:               | 1994. | 2004.   | 2014.   | 2024.   |
| -------------------- | ----- | ------- | ------- | ------- |
| Nombre de personnes: | 1167  | 1248    | 1238    | 1169    |
| Différence:          |       | +6,94 % | -0,80 % | -5,57 % |

| Année:               | 2023. | 2024.   |
| -------------------- | ----- | ------- |
| Nombre de personnes: | 1167  | 1169    |
| Différence:          |       | +0,17 % |